# Ian McCulloch
Ian Stephen McCulloch (Liverpool, 5 de maio de 1959) é um cantor e compositor britânico, mais conhecido como vocalista e letrista da banda Echo & the Bunnymen.

## Influências musicais
McCulloch citou Lou Reed, Iggy Pop, The Doors, Leonard Cohen e especialmente David Bowie como influências para seu trabalho. Ele descreveu a canção "Suzanne", de Cohen, como "a letra perfeita com a melodia perfeita" e Bowie como "tão influente e o maior artista solo do século 20 em qualquer tipo de arte".

## Vida pessoal
Em 1983, McCulloch se casou com Lorraine Fox. Eles tiveram duas filhas, Candy e Mimi. Candy apareceu no videoclipe do single solo de Ian "Faith and Healing", quando ainda era criança. O casal se separou no final de 2003. Ele teve um relacionamento com a cantora e compositora Zoe Devlin, ex-integrante da banda Alabama 3. Eles tem uma filha, Dusty, mas já se separaram.
McCulloch foi criado no bairro Norris Green de Liverpool. A rua em que ele morava, Parthenon Drive, dá título a uma canção do álbum Siberia, lançado em 2005. Ele estudou na Alsop Comprehensive School.
McCulloch foi destaque em um vídeo do YouTube postado em outubro de 2010, que fazia campanha para que Tom Hicks e George N. Gillett Jr fossem removidos do Liverpool Football Club. Em uma entrevista em 2013, McCulloch afirmou que já não assistia mais aos jogos do time.
McCulloch foi diagnosticado com transtorno obsessivo-compulsivo ainda criança.

## Discografia

### Álbuns de estúdio
| Ano                                                          | Detalhes                                                                                               | Melhor posição nas paradas musicais | Melhor posição nas paradas musicais |
| Ano                                                          | Detalhes                                                                                               | RU                                  | EUA                                 |
| ------------------------------------------------------------ | --- | ----------------------------------- | ----------------------------------- |
| 1989                                                         | Candleland - Lançamento: 17 de setembro de 1989 - Gravadoras: WEA, Sire - Formatos: CD, vinil, cassete | 18                                  | 179                                 |
| 1992                                                         | Mysterio - Lançamento: 17 de março de 1992 - Gravadoras: WEA, Sire - Formatos: CD, vinil               | 46                                  | —                                   |
| 2003                                                         | Slideling - Lançamento: 28 de abril de 2003 - Gravadora: Cooking Vinyl - Formato: CD                   | —                                   | —                                   |
| 2012                                                         | Pro Patria Mori - Lançamento: 17 de maio de 2012 - Gravadora: independente - Formatos: download, CD    | —                                   | —                                   |
| "—" indica lançamentos que não chegaram às paradas musicais. | |                                     |                                     |

### Singles
| Ano                                                          | Single                                                  | Melhor posição nas paradas musicais | Melhor posição nas paradas musicais | Álbum            |
| Ano                                                          | Single                                                  | RU                                  | EUA Mod                             | Álbum            |
| ------------------------------------------------------------ | ------------------------------------------------------- | ----------------------------------- | ----------------------------------- | ---------------- |
| 1984                                                         | "September Song"                                        | 51                                  | —                                   | Single sem álbum |
| 1989                                                         | "Proud to Fall"                                         | 51                                  | 1                                   | Candleland       |
| 1990                                                         | "Faith and Healing"                                     | 96                                  | 10                                  | Candleland       |
| 1990                                                         | "Candleland (The Second Coming)" (com Elizabeth Fraser) | 75                                  | —                                   | Candleland       |
| 1992                                                         | "Honeydrip"                                             | —                                   | 6                                   | Mysterio         |
| 1992                                                         | "Lover Lover Lover"                                     | 47                                  | 9                                   | Mysterio         |
| 1992                                                         | "Dug for Love"                                          | —                                   | —                                   | Mysterio         |
| 2003                                                         | "Sliding"                                               | 61                                  | —                                   | Slideling        |
| 2003                                                         | "Love in Veins"                                         | —                                   | —                                   | Slideling        |
| "—" indica lançamentos que não chegaram às paradas musicais. |                                                         |                                     |                                     |                  |

### Outras canções
| Ano  | Canção                              | EUA Mod | Álbum        |
| ---- | ----------------------------------- | ------- | ------------ |
| 1992 | "Hey, That's No Way to Say Goodbye" | 13      | I'm Your Fan |